# This Is...
This Is... är det svenska skabandet Liberators första fullängdsalbum, utgivet 1996 på Burning Heart Records.

## Låtlista
Samtliga låtar skrivna av Liberator.
1. "Rooster" - 1:41
2. "A Lifetime of Todays" - 2:40
3. "Jekylling & Hydeing" - 2:34
4. "Tell Me Tell Me" - 3:05
5. "Black Belts in Hate" - 1:56
6. "Almost a Man" - 2:57
7. "Ruder Than You" - 2:46
8. "Kingston Town" - 2:49
9. "New Girls" - 2:31
10. "Dummy" - 2:05
11. "Lazy Bones" - 4:32
12. "Imaginary Mary" - 3:00
13. "Flee" - 2:21
14. "Liberator" - 1:39

## Medverkande
- Robert Ylipää - sång
- Johan Holmberg - trummor
- Rodrigo Hernan López-Calderón - bas
- Per Hedberg - gitarr
- Erik Wesser - orgel
- Peter Andersson - trombon
- Andreas Sjögren - saxofon

## Singlar från albumet
- Tell Me Tell Me

1. "Tell Me Tell Me"
2. "Dr. Johnson"
3. "Handyman"
4. "Liberator"